# Llista de físics
Un físic és un científic especialitzat en la física. A continuació es mostra una llista de físics rellevants.
A - B - C - D - E - F - G - H - I - J - K - L - M - N - O - P - Q - R - S - T - U - V - W - X - Y- Z

## B
- Jocelyn Bell

## C
- Charles-Augustin de Coulomb
- Marie Curie

## D
- John Dalton
- Paul Adrien Maurice Dirac

## E
- Albert Einstein
- Leonhard Euler

## F
- Enrico Fermi
- Richard Feynman
- Jean Baptiste Joseph Fourier
- Augustin Jean Fresnel

## G
- Galileo Galilei
- Carl Friedrich Gauss
- Brian Greene

## H
- Stephen Hawking
- Oliver Heaviside
- Werner Karl Heisenberg
- Christiaan Huygens

## K
- Ígor Kurtxàtov

## L
- Joseph Louis Lagrange
- Pierre-Simon Laplace

## M
- James Clerk Maxwell

## N
- Isaac Newton

## O
- Robert Oppenheimer
- Hans Christian Ørsted

## P
- Blaise Pascal
- Wolfgang Ernst Pauli
- Linus Carl Pauling
- Jean Baptiste Perrin
- Max Planck

## R
- Ernest Rutherford

## S
- Joseph Sauveur
- Erwin Schrödinger
- Arnold Sommerfeld

## T
- Nikola Tesla

## W
- Johannes Diderik van der Waals

## Z
- Pieter Zeeman